# Alejandro Bedoya
Alejandro Bedoya (Englewood, 29 april 1987) is een Amerikaans voetballer die bij voorkeur als aanvallende middenvelder speelt. Hij verruilde in 2016 FC Nantes voor Philadelphia Union.

## Clubcarrière
Ondanks dat de meeste college spelers in Amerika via de MLS SuperDraft een club in MLS vinden koos Bedoya ervoor om gelijk naar het buitenland te gaan. In 2008 tekende hij een contract bij het Zweedse Örebro. Op 6 april 2009 maakte hij z'n debuut voor de club. Naarmate het seizoen vorderde kreeg Bedoya steeds meer speelminuten en uiteindelijk een basisplaats. In Februari 2011 werd hij getest door het Engelse Birmingham City FC maar kreeg geen contract aangeboden.
Op 17 augustus maakte Bedoya de overstap naar het Schotse Rangers waar hij op 28 augustus z'n debuut maakte tegen Aberdeen.
Nadat Rangers door financiële problemen degradeerde naar de 3e schotse divisie tekende Bedoya opnieuw een contract bij een Zweedse club. Dit keer waren het de Zweedse kampioenen Helsingborgs. Hij maakte zijn debuut op 18 augustus 2012. Met Helsingborgs trok hij Europa in voor de Europa League waar hij in de groepsfase tegen Hannover 96 en FC Twente een goal scoorde. FC Twente liet enkele maanden later doorschemeren interesse te hebben in de Amerikaanse international.
Na geruchten over interesse van zowel sc Heerenveen als FC Twente tekende Bedoya op 7 augustus 2013 uiteindelijk bij het Franse FC Nantes. Op 25 augustus 2013 kreeg hij tegen Paris Saint-Germain zijn eerste basisplaats. Op 19 oktober 2013 maakte hij tegen Ajaccio zijn eerste doelpunt voor Nantes.

## Interlandcarrière
Bedoya werd op 22 december 2009 door bondscoach Bob Bradley voor het eerst opgeroepen voor het voetbalelftal van de Verenigde Staten. Op 4 januari 2010 maakte hij zijn debuut in een vriendschappelijke interland tegen Honduras. Sindsdien valt Bedoya voornamelijk net buiten de boot bij het elftal. Hij was lid van de 30-koppige selectie van het WK 2010 maar haalde de uiteindelijke selectie van 23 spelers niet.
In 2011 werd hij wel opgeroepen voor de wedstrijden in de CONCACAF Gold Cup nadat Benny Feilhaber een blessure opliep. Ook in 2013 werd Bedoya opgeroepen voor de Cup. Op 28 juli 2013 won Bedoya met de Verenigde Staten de Gold Cup.
| Interlands van Alejandro Bedoya voor Verenigde Staten | Interlands van Alejandro Bedoya voor Verenigde Staten | Interlands van Alejandro Bedoya voor Verenigde Staten | Interlands van Alejandro Bedoya voor Verenigde Staten | Interlands van Alejandro Bedoya voor Verenigde Staten | Interlands van Alejandro Bedoya voor Verenigde Staten | Interlands van Alejandro Bedoya voor Verenigde Staten |
| №                                                     | Datum                                                 | Wedstrijd                                             | Uitslag                                               | Competitie                                            | Goals                                                 | Assists                                               |
| Als speler bij Örebro SK                              | Als speler bij Örebro SK                              | Als speler bij Örebro SK                              | Als speler bij Örebro SK                              | Als speler bij Örebro SK                              | Als speler bij Örebro SK                              | Als speler bij Örebro SK                              |
| ----------------------------------------------------- | ----------------------------------------------------- | ----------------------------------------------------- | ----------------------------------------------------- | ----------------------------------------------------- | ----------------------------------------------------- | ----------------------------------------------------- |
| 1.                                                    | 24 januari 2010                                       | Verenigde Staten – Honduras                           | 1 – 3                                                 | Vriendschappelijk                                     | 0                                                     | 0                                                     |
| 2.                                                    | 3 maart 2010                                          | Nederland – Verenigde Staten                          | 2 – 1                                                 | Vriendschappelijk                                     | 0                                                     | 0                                                     |
| 3.                                                    | 26 mei 2010                                           | Verenigde Staten – Tsjechië                           | 2 – 4                                                 | Vriendschappelijk                                     | 0                                                     | 0                                                     |
| 4.                                                    | 11 augustus 2010                                      | Verenigde Staten – Brazilië                           | 0 – 2                                                 | Vriendschappelijk                                     | 0                                                     | 0                                                     |
| 5.                                                    | 10 oktober 2010                                       | Verenigde Staten – Polen                              | 2 – 2                                                 | Vriendschappelijk                                     | 0                                                     | 0                                                     |
| 6.                                                    | 17 november 2010                                      | Zuid-Afrika – Verenigde Staten                        | 0 – 1                                                 | Vriendschappelijk                                     | 0                                                     | 0                                                     |
| 7.                                                    | 23 januari 2011                                       | Verenigde Staten – Chili                              | 1 – 1                                                 | Vriendschappelijk                                     | 0                                                     | 0                                                     |
| 8.                                                    | 4 juni 2011                                           | Verenigde Staten – Spanje                             | 0 – 4                                                 | Vriendschappelijk                                     | 0                                                     | 0                                                     |
| 9.                                                    | 12 juni 2011                                          | Verenigde Staten – Panama                             | 1 – 2                                                 | CONCACAF Gold Cup                                     | 0                                                     | 0                                                     |
| 10.                                                   | 15 juni 2011                                          | Guadeloupe – Verenigde Staten                         | 0 – 1                                                 | CONCACAF Gold Cup                                     | 0                                                     | 0                                                     |
| 11.                                                   | 19 juni 2011                                          | Jamaica – Verenigde Staten                            | 0 – 2                                                 | CONCACAF Gold Cup                                     | 0                                                     | 0                                                     |
| 12.                                                   | 23 juni 2011                                          | Verenigde Staten – Panama                             | 1 – 0                                                 | CONCACAF Gold Cup                                     | 0                                                     | 0                                                     |
| 13.                                                   | 26 juni 2011                                          | Verenigde Staten – Mexico                             | 2 – 4                                                 | CONCACAF Gold Cup                                     | 0                                                     | 0                                                     |
| Als speler bij Helsingborgs IF                        |                                                       |                                                       |                                                       |                                                       |                                                       |                                                       |
| 14.                                                   | 30 januari 2013                                       | Verenigde Staten – Canada                             | 0 – 0                                                 | Vriendschappelijk                                     | 0                                                     | 0                                                     |
| 15.                                                   | 10 juli 2013                                          | Belize – Verenigde Staten                             | 1 – 6                                                 | CONCACAF Gold Cup                                     | 0                                                     | 0                                                     |

Bijgewerkt t/m 13 juli 2013